# Planta Ford Cuautitlán
La planta Ford Cuautitlán, también conocida como planta Ford México, Ford México y en inglés Cuautitlán Stamping and Assembly Plant (CSAP), es una planta de ensamblaje y fabricación de Ford Motor Company ubicada en la ciudad de Cuautitlán Izcalli, Estado de México. El sitio de 202 acres (81,7 hectáreas) fue inaugurado en 1964. Actualmente fabrica el Mustang Mach-E. En dicha instalación también fabricó anteriormente el Fiesta.

## Historia
La construcción de la planta comenzó en 1962 y se inauguró el 4 de noviembre de 1964. Las operaciones completas de ensamblaje de vehículos comenzaron a operar en 1970 y, desde que comenzó la producción, la planta ha fabricado más de 2 200 000 vehículos.
Después de una amplia modificación, la planta comenzó la fabricación del modelo subcompacto Fiesta 2011 para el mercado norteamericano. Las modificaciones incluyeron una ampliación de 25 800 m² (2,6 hectáreas; 6,4 acres), la construcción de cinco nuevas líneas de prensas de alta productividad, la incorporación de 270 robots y sistemas de medición en línea, así como la incorporación de plataformas ergonómicas ajustables en el área de tapicería y nuevas instalaciones de pintura. La planta incluye efectivamente todos los subensamblajes principales de la carrocería de vehículos, así como el ensamblaje final.
La planta ha fabricado previamente las F-150, F-200, F-250, F-350, F-600, F-550, F-650, F-750, F-800, P-350, P-400, W-250, W-350, W-650, W-750, X-250, X-350, X-650, X-670, X-750, Ford LTD, Mercury Grand Marquis, Ford Thunderbird, Mercury Cougar, Topaz, Ford Contour y Mercury Mystique.
En 2020, luego de haber comenzado a producir el vehículo utilitario deportivo (SUV) de rendimiento eléctrico Mustang Mach-E para los mercados globales, incluido Estados Unidos, se convirtió en la primera planta de Ford en México en haber iniciado la fabricación masiva de un vehículo eléctrico.

### Reloj Henry Ford
El Reloj Henry Ford, también conocido como Reloj de la Ford, o Reloj de Ford, es un monumento construido en semejanza a un faro que funciona como reloj, que le pertenece a esta planta de ensamblaje de Ford Motor Company. La obra se inauguró a la par en que la fábrica comenzó sus operaciones y, con el tiempo, se convirtió en un punto de referencia para localizar al municipio de Cuautitlán Izcalli, así como en un sitio significativo de la entidad.

## Modelos producidos

### Actuales
- Mustang Mach-E (2020-presente)[8]

### Anteriores
- Contour (1995-2000)
- F-100 (1991-2010)
- Fiesta Ikon (2001-2009)[13]
- Fiesta (2011-2019)
- Topaz
- Ghia
- Grand Marquis (1982-1984)
- Mustang
- Thunderbird
- Cougar
- Mercury Mystique (1995-2000)